# Saint-Romain-de-Monpazier
Saint-Romain-de-Monpazier – miejscowość i gmina we Francji, w regionie Nowa Akwitania, w departamencie Dordogne.
Według danych na rok 1990 gminę zamieszkiwało 78 osób, a gęstość zaludnienia wynosiła 10 osób/km² (wśród 2290 gmin Akwitanii Saint-Romain-de-Monpazier plasuje się na 1097. miejscu pod względem liczby ludności, natomiast pod względem powierzchni na miejscu 1218.).